# علم الآثار البحرية
علم الآثار البحرية  (بالإنجليزية: Maritime archaeology) هو تخصص ضمن علم الآثار يدرس تفاعل الإنسان مع البحر والبحيرات والأنهار من خلال دراسة البقايا المادية المرتبطة بها، سواء كانت سفنًا، أو مرافق ساحلية، أو هياكل متعلقة بالموانئ، أو شحنات، أو بقايا بشرية، أو مناظر طبيعية مغمورة. يتخصص علم الآثار البحرية في دراسة بناء واستخدام السفن.
كما هو الحال مع علم الآثار بشكل عام، يمكن ممارسة علم الآثار البحرية ضمن الفترات التاريخية أو الصناعية أو ما قبل التاريخ. يُعتبر علم الآثار تحت الماء تخصصًا مرتبطًا وعلمًا يقع ضمن علم الآثار نفسه، ويختص بدراسة الماضي من خلال أي بقايا مغمورة سواء كانت ذات اهتمام بحري أم لا. كمثال من العصر ما قبل التاريخ، يمكن أن تشمل بقايا المستوطنات المغمورة أو الرواسب التي تقع الآن تحت الماء على الرغم من أنها كانت أرضًا جافة عندما كانت مستويات البحر أقل. من أمثلة العصور التاريخية أو الصناعية أو الحديثة، دراسة الطائرات المغمورة في البحيرات أو الأنهار أو في البحر. ومثال آخر هو بقايا الجسور القروسطية المكتشفة والمحتملة التي تربط الجزر بالبر الرئيسي على البحيرة. ظهرت في السنوات الأخيرة العديد من التخصصات الفرعية المتخصصة ضمن الفئات الأوسع لعلم الآثار البحرية وتحت الماء.
غالبًا ما تنشأ مواقع علم الآثار البحرية نتيجة لحطام السفن أو أحيانًا بسبب النشاط الزلزالي، وبالتالي تمثل لحظة في الزمن بدلاً من تراكم المواد ببطء على مدى سنوات، كما هو الحال مع الهياكل المرتبطة بالموانئ (مثل الأرصفة والمرافئ والأرصفة العائمة) حيث تُفقد الأشياء أو تُلقى من الهياكل على مدار فترات طويلة من الزمن. أدى هذا الواقع إلى وصف حطام السفن في الإعلام والحسابات الشعبية بأنها "كبسولات زمنية".
تتعرض المواد الأثرية في البحر أو في البيئات المغمورة الأخرى لعوامل مختلفة عن تلك التي تواجهها الآثار على اليابسة. ومع ذلك، كما هو الحال في علم الآثار الأرضي، غالبًا ما يكون ما يبقى للتحقيق من قبل علماء الآثار الحديثين جزءًا ضئيلًا من المواد الأصلية المترسبة. ومن ميزات علم الآثار البحرية أنه بالرغم من فقدان الكثير من المواد، هناك أحيانًا أمثلة نادرة للبقاء الكبير، من خلالها يمكن تعلم الكثير، بسبب الصعوبات التي غالبًا ما تُواجه في الوصول إلى المواقع.
هناك من في المجتمع الأثري من يرون علم الآثار البحرية كعلم مستقل بذاته له اهتماماته الخاصة (مثل حطام السفن) ويتطلب مهارات متخصصة لعلماء الآثار تحت الماء. بينما يُقدر آخرون النهج المتكامل، مؤكدين على أن النشاط البحري له روابط اقتصادية واجتماعية مع المجتمعات البرية وأن علم الآثار هو علم الآثار بغض النظر عن مكان إجراء الدراسة. كل ما هو مطلوب هو إتقان المهارات المحددة للبيئة التي يتم فيها العمل.